# Терроризм в США
Терроризм в США — применение террора в Соединённых Штатах Америки. В данной стране общепринятое определение терроризма — это систематическое или угрожающее применение насилия с целью создания общей атмосферы страха для запугивания населения или правительства и осуществления таким образом политических, религиозных или идеологических изменений. В своём выступлении 19 ноября 2019 года Мэтью Алькок, заместитель помощника директора Контртеррористического отдела ФБР, определил внутренних террористов как «лиц, совершающих насильственные преступные действия для достижения идеологических целей, вытекающих из внутренних проблем».
Экстремизм в США классифицируется по четырём типам: 
- 1. Расово-мотивированный;
- 2. Антиправительственный/антиавторитарный;
- 3. Экстремизм в защиту прав животных/охраны окружающей среды;
- 4. Экстремизм против совершения абортов»[1].

В докладе 2017 года, подготовленном Управлением государственной отчетности США, было установлено, что из 85 смертоносных экстремистских инцидентов, произошедших после 11 сентября 2001 года, ультраправые экстремистские группы несут ответственность за 73 %, а радикальные исламистские экстремисты — за 27 %. Общее число погибших по вине каждой группы было примерно одинаковым, хотя 41 % смертей приходится на долю радикальных исламистов, и все они произошли в одном событии — стрельбе в ночном клубе Орландо в 2016 году, когда один стрелок убил 49 человек. Ни одна смерть не была приписана левым группам. Без учёта событий 11 сентября, ежегодный шанс быть убитым террористом иностранного происхождения на территории США составляет 1 к 199 414 255 (1975—2017).
В 2018 году большинство идеологически мотивированных убийств в США было связано с правым экстремизмом. По состоянию на 2020 год на долю правоэкстремистского терроризма приходилось большинство террористических атак в США, и с момента терактов 11 сентября в континентальной части США от их атак погибло больше людей, чем от исламского терроризма. В октябре 2020 года Министерство внутренней безопасности США сообщило, что белые экстремисты представляют собой главную угрозу внутреннего терроризма, что подтвердил директор ФБР Кристофер Рэй в марте 2021 года, отметив, что бюро ставит эту угрозу в тот же ряд, что и угрозу ИГИЛ.

## Последние тенденции
В докладе 2017 года, подготовленном институтом The Nation и Центром журналистских расследований, был проанализирован список террористических инцидентов, произошедших в США в период с 2008 по 2016 год. Было обнаружено, что:
- 115 террористических инцидентов инспирированны ультраправыми. 35 % этих инцидентов были предотвращены, а 29 % из них привели к гибели людей. В результате этих террористических инцидентов погибло 79 человек.
- 63 террористических инцидента совершены исламистами. 76 % этих террористических инцидентов были предотвращены, а 13 % из них привели к гибели людей. В результате этих террористических инцидентов погибло 90 человек.
- 19 террористических инцидентов совершены ультралевыми. 20 % этих террористических инцидентов были предотвращены, 10 % из них привели к гибели людей. В результате этих террористических инцидентов погибло 7 человек.

Согласно отчёту, основанному на данных Министерства юстиции, которые были опубликованы правительством США в январе 2018 года, примерно три из четырёх человек, осужденных по обвинению в международном терроризме в период с 11 сентября 2001 года по 31 декабря 2016 года, были иностранного происхождения.

## Теракты

### Терроризм против абортов
С 1977 по 2020 год на территории США было совершено как минимум 11 убийств, 42 взрыва и 194 поджога, направленных против клиник для абортов и нескольких поставщиков медицинских услуг. В некоторых случаях небольшие группы клиник подвергались нападениям несколько раз. Многие нападения были признаны терроризмом. Одним из самых известных таких случаев был связан с Эриком Рудольфом, устроившим серию взрывов возле клиник и в Олимпийском парке.

### Биотерроризм
В 1984 году в результате преднамеренного распространения сальмонеллы в салатных барах в десяти ресторанах в штате Орегон, осуществлённого группой влиятельных последователей религиозного и духовного деятеля Ошо, лидера движения Раджниша, пострадал 751 человек.

### Исламский терроризм
История исламского терроризма в США берёт начало с терактов 11 сентября 2001 года, в результате которых погибли 2977 человек. По официальной версии, боевики, связанные с Аль-Каидой, захватили 4 самолёта, два из которых были направлены в башни ВТЦ в Нью-Йорке, третий врезался в здание Пентагона, а четвёртый разбился в Пенсильвании.
5 ноября 2009 года в Форт-Худе (штат Техас) Нидал Малик Хасан застрелил 13 человек и ранил 32 на военной базе. Инцидент был связан с исламским терроризмом.
15 апреля 2013 года произошли взрывы на Бостонском марафоне, в результате чего погибли три человека, сотни пострадали. Взрывы были устроены братьями Царнаевами и были местью США за их действия в Афганистане и Ираке.
16 июля 2015 произошла стрельба в Чаттануге (Теннесси), в результате чего погибли 5 солдат.
С 2015 года в США были зарегистрированы несколько атак, совершённых сторонниками ИГИЛ: стрельба в Сан-Бернардино 2 декабря 2015 года (погибли 14 человек), массовое убийство в ночном клубе Орландо 12 июня 2016 года (погибли 49 человек), а 31 октября 2017 года грузовик протаранил толпу людей в Нью-Йорке (погибли 8 человек).
6 Декабря 2019 года на военно-морской авиабазе Пенсакола (Флорида) младший лейтенант Королевских ВВС Саудовской Аравии, проходивший подготовку на военно-морской авиабазе, открыл огонь в одном из учебных корпусов, убив 3 и ранив еще 8 человек, прежде чем был застрелен реагирующими полицейскими. Стрельба была признана терактом.

### Правый терроризм
- 20 марта 2017 года в Нью-Йорке произошло убийство Тимоти Кофмана[англ.]. Джеймс Харрис Джексон, 28-летний ветеран войны в Афганистане, прибыл в Нью-Йорк из Балтимора и через три дня после приезда совершил нападение на Кофмана, нанеся ему смертельные ранения мечом длиной 45,7 см. После совершения преступления Джексон добровольно сдался властям. Ему были предъявлены обвинения в убийстве первой и второй степени как акте терроризма, убийстве второй степени на почве ненависти, а также три обвинения в незаконном хранении оружия[20].
- 12 августа 2017 года в Шарлотсвилле (штат Виргиния) произошёл инцидент с наездом автомобиля на группу демонстрантов[англ.]. Джеймс Алекс Филдс, член неонацистской организации Vanguard America[англ.], направил автомобиль в толпу участников контрдемонстрации, протестовавших против акции «Unite the Right», начавшейся накануне[21][22]. В результате происшествия один человек погиб, 19 получили ранения[23][24].
- С 22 октября по 1 ноября 2018 года в США произошла серия попыток рассылки самодельных взрывных устройств через почтовую службу. Не менее двенадцати посылок с самодельными бомбами были направлены ряду видных общественных деятелей, критиковавших президента Дональда Трампа. Среди получателей были политики Демократической партии (Хиллари Клинтон, Барак Обама, Джо Байден, Эрик Холдер, Дебби Вассерман-Шульц, Максин Уотерс, Кори Букер), актёр Роберт Де Ниро, финансист Джордж Сорос, бывший директор ЦРУ Джон О. Бреннан и бывший директор Национальной разведки Джеймс Клэппер. 26 октября в городе Плантейшен, штат Флорида, был арестован 56-летний Сезар Альтьери Сайок-младший, подозреваемый в изготовлении и рассылке взрывных устройств[25]. У подозреваемого имелись предыдущие судимости[26]. При задержании был изъят принадлежавший ему фургон с многочисленными наклейками, включая агитационные материалы в поддержку Дональда Трампа[27].
- 3 августа 2019 года в торговом центре Walmart в городе Эль-Пасо произошло массовое убийство, направленное против латиноамериканского населения. В результате действий Патрика Крузиуса погибли 23 человека, 22 получили ранения различной степени тяжести. Происшествие классифицировано как акт терроризма[28].
- 6 января 2021 года в Вашингтоне произошёл захват здания Капитолия США группой правых экстремистов с целью срыва подсчёта голосов выборщиков после поражения Дональда Трампа на президентских выборах 2020 года. Среди участников были члены ультраправых организаций, включая QAnon, Proud Boys и Oath Keepers. Действия нападавших следовали семиэтапному плану, предложенному Трампом для сохранения президентской власти и отмены результатов выборов. В результате беспорядков погибли 8 человек, 174 получили ранения, большинство пострадавших — сотрудники правоохранительных органов, обеспечивавшие охрану порядка[29][30].

### Левый терроризм
Начало XX века было отмечено всплеском терроризма, организованного левыми анархистами. Среди крупнейших инцидентов были взрыв в редакции Los Angeles Times 1 октября 1910 года (погиб 21 человек), серия анархистских взрывов в апреле—июне 1919 года (погибли 2 человека), взрыв на Уолл-стрит 16 сентября 1920 года (погибли 40 человек).
Следующая волна левого терроризма была связана с организацией Weathermen, действовавшая с 1969 по 1977 года и выступавшая против войны во Вьетнаме.
К XXI веку число атак, связанных с левым терроризмом, снизилось. 29 августа 2020 года был застрелен сторонник Трампа и правый активист Аарон Дэниелсон. Убийство совершил левый активист Майкл Рейноэль, который был застрелен полицией. Убийство было признано террористическим актом и в некоторых источниках называется первым случаем левого терроризма за 20 лет (терактом была также признана открытая левым экстремистом в июне 2017 года стрельба по членам Республиканской партии в Алегзандрии).

### Пуэрто-риканский национализм
Вооруженные силы национального освобождения Пуэрто-Рико (Independence movement in Puerto Rico) с 1974 по 1983 года совершили более 130 взрывов.
Среди крупных атак — Стрельба в Капитолии США 1 марта 1954 года (пострадали 5 конгрессменов), взрыв в таверне в Нью-Йорке 29 декабря 1975 года (погибли 4 человека, более 50 пострадали). Инциденты прекратились в 1980-е годы.